# Еник тип U4
Еник тип U4 (фр. Unic Type U4) је аутомобил произведен 1933. године од стране француског произвођача аутомобила Еник.